# Лікарщина (втрачена)
Заповідне урочище «Лікарщина» (втрачена) — об'єкт природно-заповідного фонду, що був оголошений рішенням Сумського Облвиконкому № 456 28.07.1970 року на землях Краснопільського лісгоспзагу (Краснопільське лісництво, квартал 12). Адміністративне розташування — Тростянецький район, Сумська область.

## Характеристика
Площа — 4,5 га.
Об'єкт на момент створення був унікальними сосновими насадженнями, віком 83 років.

## Скасування
Рішенням Сумської обласної ради № 445 21.08.1996 року пам'ятка була скасована.
Скасування статусу відбулось по причині складення акту. У віці 95 років через ураження хворобами та шкідниками сосна припинила свій ріст і висохла. В насадженні відбувається зміна порід. Із акту обстеження від 25.10.95.
Вся інформація про створення об'єкту взята із текстів зазначених у статті рішень обласної ради, що надані Державним управлянням екології та природних ресурсів Сумської області Всеукраїнській громадській організації «Національний екологічний центр України» ..